# Lista de deputados estaduais de Alagoas da 5.ª legislatura
Essa é uma lista de deputados estaduais de Alagoas eleitos para o período 1963-1967. Foram 35 eleitos

## Composição das bancadas
| Partido | Líder                     | Bancada | Posição  |
| ------- | ------------------------- | ------- | -------- |
| PSP     | Rubens de Mendonça Canuto | 9 / 35  | Governo  |
| UDN     | José Lúcio de Melo        | 7 / 35  | Oposição |
| PSD     | Antônio Lamenha Filho     | 5 / 35  | Oposição |
| PL      | João Batista de Morais    | 5 / 35  | Oposição |
| PDC     | Edeval Tenório de Souza   | 5 / 35  | Oposição |
| PTB     | Abelardo Lopes            | 2 / 35  | Governo  |
| PST     | Lauro Farias              | 2 / 35  | Oposição |

## Deputados Estaduais
| Número | Deputados estaduais eleitos        | Partido | Votação | Percentual | Cidade onde nasceu   | Unidade federativa |
| 46828  | Claudenor de Albuquerque Lima      | PSP     | 3.286   | 2,26%      | Arapiraca            | Alagoas            |
| 22588  | José Lúcio de Melo                 | UDN     | 2.731   | 1,88%      | Arapiraca            | Alagoas            |
| 46623  | Elísio da Silva Maia               | PSP     | 2.485   | 1,71%      | Campo Alegre         | Alagoas            |
| 46869  | Rubens de Mendonça Canuto          | PSP     | 2.322   | 1,60%      | Mata Grande          | Alagoas            |
| 41509  | Aderval Vanderlei Tenório          | PSD     | 2.150   | 1,48%      | Poço das Trincheiras | Alagoas            |
| 22291  | Sinval Rodrigues Gaia              | UDN     | 2.024   | 1,39%      | Mata Grande          | Alagoas            |
| 17520  | José de Medeiros Tavares           | PDC     | 2.021   | 1,39%      | Junqueiro            | Alagoas            |
| 42594  | Cícero de Siqueira Torres          | PL      | 2.016   | 1,38%      | Maragogi             | Alagoas            |
| 46903  | Antônio Guedes Amaral              | PSP     | 1.886   | 1,29%      | Major Izidoro        | Alagoas            |
| 41884  | Arnaldo Pinto Guedes de Paiva      | PSD     | 1.880   | 1,29%      | Porto Calvo          | Alagoas            |
| 22781  | Nelson Simões Costa                | UDN     | 1.819   | 1,25%      | Piaçabuçu            | Alagoas            |
| 22614  | Antônio Machado Lôbo               | UDN     | 1.802   | 1,24%      | Palmeira dos Índios  | Alagoas            |
| 22477  | Manuel Sampaio Luz                 | UDN     | 1.790   | 1,23%      | Palmeira dos Índios  | Alagoas            |
| 46976  | Luiz Gonzaga Moreira Coutinho      | PSP     | 1.761   | 1,21%      | Delmiro Gouveia      | Alagoas            |
| 42741  | Remi Tenório Maia                  | PL      | 1.761   | 1,21%      | Santana do Ipanema   | Alagoas            |
| 22404  | Antônio Gomes de Barros            | UDN     | 1.751   | 1,20%      | Novo Lino            | Alagoas            |
| 41556  | Antônio Simeão de Lamenha Filho    | PSD     | 1.749   | 1,20%      | São Luís do Quitunde | Alagoas            |
| 22549  | Areski Dâmara de Omena Freitas     | UDN     | 1.743   | 1,20%      | Maceió               | Alagoas            |
| 41475  | João Cabral Tolêdo                 | PSD     | 1.743   | 1,20%      | Maceió               | Alagoas            |
| 42392  | Tarcísio de Jesus                  | PL      | 1.730   | 1,19%      | Maceió               | Alagoas            |
| 46396  | Robson Tavares Mendes              | PSP     | 1.639   | 1,12%      | Palmeira dos Índios  | Alagoas            |
| 17435  | Cláudio Albuquerque Lima           | PDC     | 1.579   | 1,08%      | Arapiraca            | Alagoas            |
| 42103  | João Batista de Morais             | PL      | 1.558   | 1,07%      | Boca da Mata         | Alagoas            |
| 41883  | Eliseu Teixeira Cavalcante         | PSD     | 1.531   | 1,05%      | Murici               | Alagoas            |
| 46231  | Cleto Marques Luz                  | PSP     | 1.523   | 1,04%      | Maceió               | Alagoas            |
| 46413  | Pedro Timóteo Filho                | PSP     | 1.515   | 1,04%      | Piranhas             | Alagoas            |
| 42506  | Gonçalo Menezes Tavares            | PL      | 1.501   | 1,03%      | Traipu               | Alagoas            |
| 14472  | Henrique Equelman                  | PTB     | 1.452   | 1,00%      | João Pessoa          | Paraíba            |
| 52678  | Lauro Farias                       | PST     | 1.415   | 0,97%      | Viçosa               | Alagoas            |
| 46996  | Armando Moreira Soares             | PSP     | 1.377   | 0,94%      | Maceió               | Alagoas            |
| 14919  | Abelardo Lopes                     | PTB     | 1.311   | 0,90%      | São Sebastião        | Alagoas            |
| 17369  | Dionísio José de Góis              | PDC     | 1.310   | 0,90%      | São José da Tapera   | Alagoas            |
| 17558  | Luiz Gonzaga Malta Gaia            | PDC     | 1.303   | 0,89%      | Mata Grande          | Alagoas            |
| 17100  | Edeval Tenório de Souza            | PDC     | 1.185   | 0,81%      | Limoeiro de Anadia   | Alagoas            |
| 52301  | Austeclinio Lopes de Farias Júnior | PST     | 875     | 0,60%      | São Luís do Quitunde | Alagoas            |